# Niederöfflingen
Niederöfflingen ist eine Ortsgemeinde im Landkreis Bernkastel-Wittlich in Rheinland-Pfalz. Sie gehört der Verbandsgemeinde Wittlich-Land an.

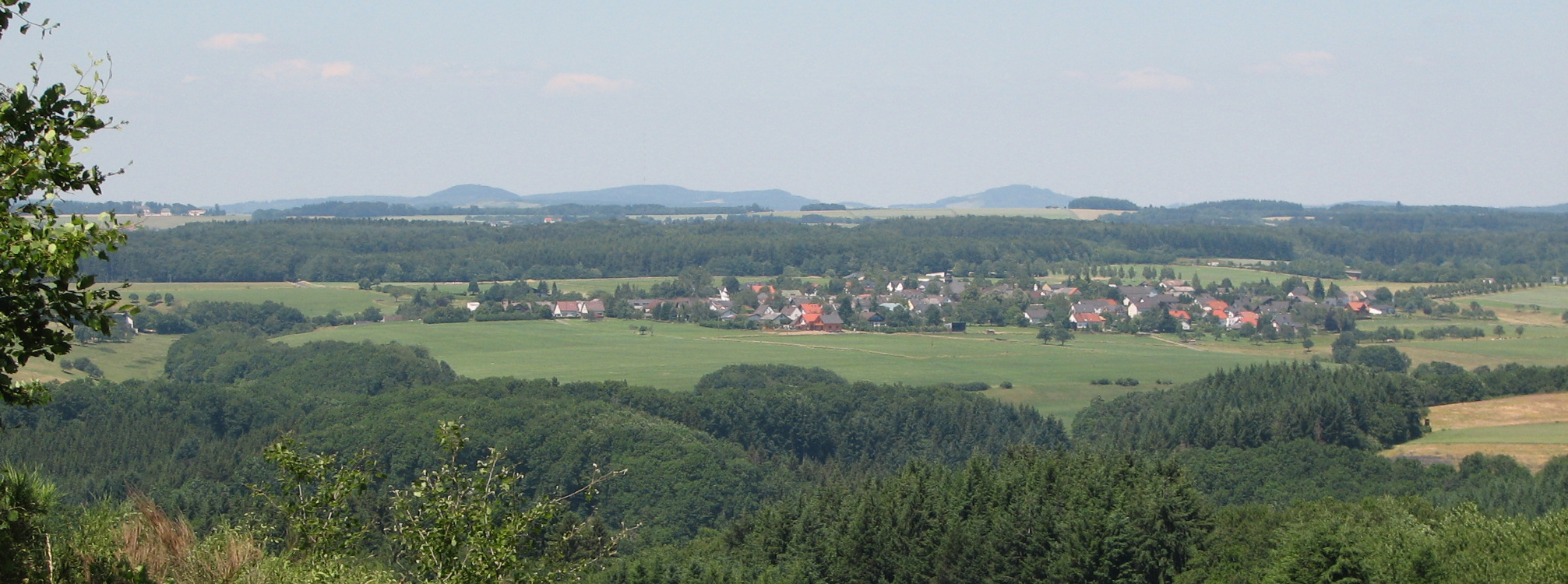
Blick von der Greimerather Höhe auf Niederöfflingen

## Geographie
Der Ort liegt auf einem Hochplateau zwischen dem Sammetbach im Osten und der Lieser im Westen, in der südlichen Vulkaneifel. 42,0 Prozent der Gesamtfläche der Ortsgemeinde sind bewaldet. Nächstgelegenes Mittelzentrum ist die Kreisstadt Wittlich. Niederöfflingen liegt in der Übergangszone vom gemäßigten Seeklima zum Kontinentalklima mit üblicherweise milden Wintern und warmen Sommern.

## Geschichte
Die Geschichte Niederöfflingens reicht zurück bis 785, als Karl der Große die "villa … Officinus" (Niederöfflingen) der Abtei Echternach schenkte. Bereits im Jahre 1179 verzichtete die Abtei Echternach auf ihren Besitz Niederöfflingen zugunsten des Erzbischofs Arnold von Trier. Damit war der Ort kurtrierisch. Niederöfflingen wurde dem Amt Manderscheid zugeteilt und war Teil des Hochgerichtes von Obermanderscheid.
Im Pfälzischen Krieg (1688–1697) legten die Soldaten des Sonnenkönigs Ludwig XIV. große Teile der Eifelgebiete in Schutt und Asche. Durch den Frieden von Rijswijk im Jahre 1697 wurden die Eifelgebiete für fast 100 Jahre von der französischen Herrschaft befreit.
Nach den Steuerlisten des Jahres 1702 waren zu Beginn des 18. Jahrhunderts in 18 Häusern 20 Familien ansässig. Im Vergleich zum Jahre 1563 hatte sich die Folge der Einwirkungen der Kriege des 17. Jahrhunderts die Anzahl der Häuser um 6 verringert.
In den Revolutionskriegen (1792–1794) eroberten die Franzosen die Eifel. Nach französischem Vorbild wurden Departments als Verwaltungseinheiten geschaffen, die wiederum in Arrondissements und Kantone eingeteilt wurden. Am 30. Juli 1802 entstand die Mairie Niederöfflingen, zu der die Orte Niederöfflingen, Gipperath, Greimerath, Hasborn, Ober- und Niederscheidweiler gehörten.
1814 endete die französische Zeit in der Eifel. Diese wurde als Resultat des Wiener Kongresses im Jahre 1815 Preußen zugeteilt.
Die von den Franzosen eingeführten Gemeindeordnungen hatten aber noch etwa 30 Jahre Bestand, ehe sie im Jahre 1845 von der preußischen Gemeindeordnung abgelöst wurden. Auch die von Napoleon eingeführten Standesamtsregister (Tauf-, Heirats- und Sterberegister) wurden von der neuen Verwaltung weitergeführt.
Die Bürgermeisterei Niederöfflingen, später Amt Niederöfflingen, bestand bis 1934. In diesem Jahr wurden die Ämter Laufeld und Niederöfflingen aufgelöst und mit dem Amt Manderscheid vereinigt.
Mit dem Einmarsch der US-Soldaten im März 1945 ging die Zeit des Dritten Reiches in Niederöfflingen zu Ende.
Seit 1946 ist der Ort Teil des damals neu gebildeten Landes Rheinland-Pfalz.
Die letzte große Verwaltungsreform, die im Jahre 1968 eingeleitet wurde, führte zur Eingliederung des Ortes in die Verbandsgemeinde Manderscheid. Die Verbandsgemeinde Manderscheid wurde am 1. Juli 2014 in die Verbandsgemeinde Wittlich-Land eingegliedert.
Seit den 1970er Jahren wurden als Anbau an die alte Schule eine moderne Mehrzweck-Gemeindehalle errichtet, drei Neubaugebiete erschlossen, ein Dorfplatz mit Brunnen erstellt und die Donatusstraße als Ortsdurchfahrt neu gestaltet und ausgebaut.
Zugehörigkeit von Niederöfflingen:

### Religion
Als selbstständige Pfarrei wurde Niederöfflingen schon nach den kirchlichen Steuerlisten im Jahre 1330 bezeichnet. Sie musste 24 Solidi entrichten. Bei der am 22. Februar 1657 unter Carl Casper von Leyen durchgeführten Visitation zeigten sich die Schäden des Dreißigjährigen Krieges.
Zum Stichtag 31. Januar 2012 gehörten 86,6 % der Niederöfflinger Bürger dem römisch-katholischen Glauben und 3,7 % der evangelischen Religion an. Keiner Religionsgemeinschaft gehörten 7,8 % der Bürger an, bzw. sie machten keine Angaben.

## Politik

### Bürgermeister
Ingo Rauen wurde 2024 zum Ortsbürgermeister von Niederöfflingen gewählt.
Der Vorgänger seit 2009 war Hermann Josef Clemens.
Dessen Vorgänger Reinhold Reis hatte das Amt von 1992 bis 2009 ausgeübt.

### Wappen
Das Wappen von Niederöfflingen beinhaltet als Zeichen für den Edeltrudis-Brunnen am östlichen Ortsrand eine geschweifte blaue Spitze, darin eine goldene Schale mit silberner Wasserfontäne. Hinweis auf die jahrhundertelange Zugehörigkeit zum Kurfürstentum Trier ist vorn in Silber das rote, kurtrierische Kreuz. Eine hinten in Silber befindliche Lilie (Echternacher Lilie) steht für die Zugehörigkeit des Ortes zur Abtei Echternach.

## Kultur und Sehenswürdigkeiten

### Dorfkultur
Beim Kreisentscheid zum Wettbewerb "Unser Dorf soll schöner werden – unser Dorf hat Zukunft" belegte Niederöfflingen im Jahr 1997 in der Hauptklasse den ersten Platz.

### Bauwerke

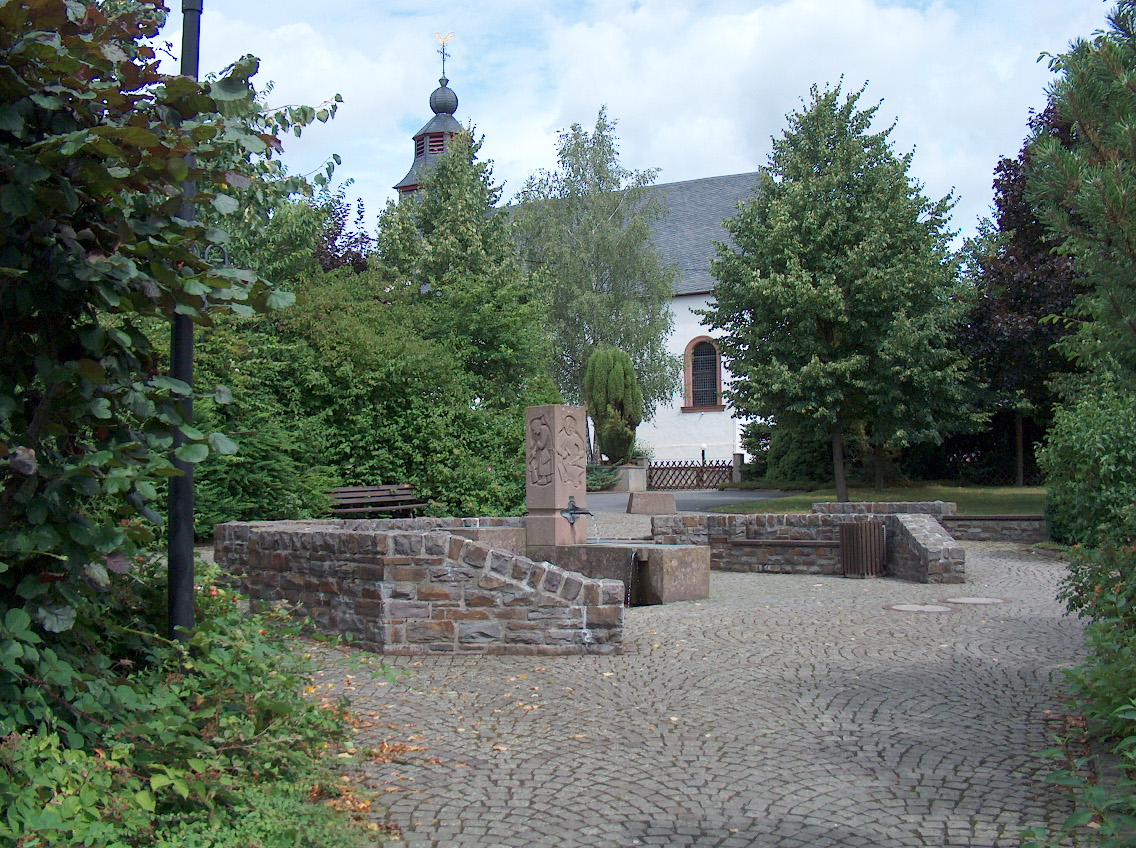
Dorfplatz von Niederöfflingen

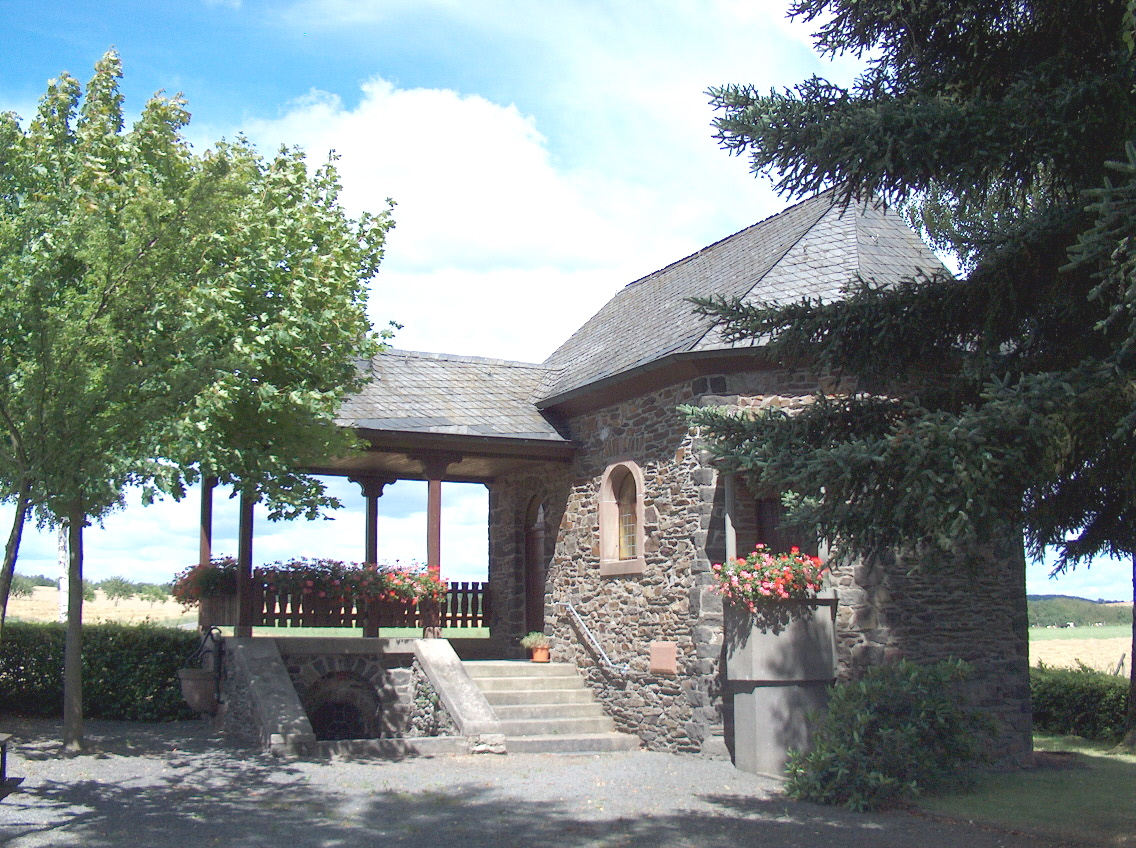
Edeltrudiskapelle

Die Kirche „St. Adrud“ wurde im Jahre 1197 erstmals urkundlich erwähnt. Ein Neubau der Kirche „St. Edeltrudis“ wurde im Jahre 1822 errichtet und dabei Hausteinwerk aus der zerstörten Abtei Himmerod zu Fenstern und Türen verwendet, ebenso ein Portal. Nach Abschluss des Kirchenneubaues beschaffte die Kirchengemeinde im Jahre 1826 einen neuen Hochaltar.
Im Jahre 1956 ließ man den Barockaltar restaurieren und „man gab ihm als ein neues Glanzstück eine Figur der hl. Edeltrudis, eine Schnitzarbeit aus dem Jahre 1500, die bisher in der Edeltrudiskapelle stand …“. Im Herbst 1970 wurden umfangreiche Renovierungsarbeiten begonnen: es wurde eine neue Heizung eingebaut und ein neuer Fußboden verlegt.
Am östlichen Ortsrand von Niederöfflingen steht die Edeltrudiskapelle. Eine Steinfigur des hl. Willibrord wird der romanischen Zeit (950 – 1250) zugeordnet. Neben einigen gotischen Figuren trägt ein eingemauertes Kreuz die Zahl 1608. Die bereits erwähnte Holzfigur der hl. Edeltrudis stammt aus der Zeit des ausgehenden 15. Jahrhunderts. Die Kapelle wurde um 1850 neben einem Brunnen errichtet. Das Quellwasser, dem Heilkräfte nachgesagt werden, kann über eine Handpumpe neben dem Sandsteinbecken entnommen werden.
Am 4. Februar 1945 wurde die Kapelle, in der die Wehrmacht ihre Munition aufbewahrte, durch eine Explosion völlig zerstört. Die an gleicher Stelle neu erbaute Edeltrudiskapelle konnte am 25. Juli 1950 eingeweiht werden.
Siehe auch: Liste der Kulturdenkmäler in Niederöfflingen

## Wirtschaft und Infrastruktur

### Verkehr
Durch den nordöstlichen Teil der Gemarkung verläuft die Bundesautobahn 1, direkt durch den Ort die Landesstraße 64. Ebenfalls im Nordosten verläuft der Maare-Mosel-Radweg zwischen Daun und Bernkastel-Kues.

### Infrastruktur
In dem Neubaugebiet „Schneiderstal“ bietet die Ortsgemeinde noch mehrere Bauplätze zum Kauf an. Niederöfflingen besitzt eine eigene Gemeindehalle, die Wilhelm-Hees-Halle. Mit weiteren acht Gemeinden bildet es das Forstrevier "Öfflingen" und gründete zur Beschäftigung der Waldarbeiter, zur Erzielung von Synergieeffekten bei der Bewirtschaftung der Waldflächen und beim Einsatz der Waldarbeiter und für eine hochmechanisierte Holzernte bei optimaler Wertschöpfung einen eigenen Forstzweckverband.
Dem Kindergarten im Ort, der auch von Kindern aus benachbarten Orten besucht wird, gehört seit Februar 1999 ein Waldkindergarten an, dessen besonderes Qualitätsmerkmal neben der Waldpädagogik, das lebensnahe, sowie ganzheitliche und naturorientierte Arbeiten mit den Kindern ist.

### Tourismus
Durch die Gemarkung verlaufen die Mountainbike-Strecken "Alfbach" (Tour 8988) und "Wittlich Landesblick" (Tour 6696) sowie die Tour 3 Manderscheid (Burgen-Schluchten-Maare) des VulkanBike Trailparks. An der Lambach entlang gelangt man zu Fuß an die Lieser, der man auf dem Wanderweg "Lieserpfad" des Eifelvereins nach Daun oder Wittlich folgen kann. Der Hauptwanderweg 16 (Ost-West-Wege) des Eifelvereins, der Mosel-Our-Weg, zwischen Alf (Mosel) und Ourstausee/Bivelser Steg führt mitten durch die Ortslage. Auf der Devon-Route, einer der drei GEO-Routen der Region Manderscheid, lassen sich die Zusammenhänge unserer Natur-, Kultur- und Erdgeschichte erwandern.

### Photovoltaikanlage
In Niederöfflingen befindet sich die größte interkommunale Photovoltaikanlage von Rheinland-Pfalz. Die Kapazität beträgt 12 Megawatt. Der Solarpark besteht aus zwei Teilanlagen mit einer Fläche von 40 Hektar, welche sich auf den Gemarkungen von Hasborn und Niederöfflingen aufteilen. Die Anlage wurde am 12. April 2010 unter Beisein der Ministerinnen Margit Conrad und Malu Dreyer eingeweiht. Auf dem Distrikt „Auf dem Soll“ wurde der Solarpark 2012 durch die Anlage „Niederöfflingen III“ (6,5 Hektar, 2,7 Megawatt) erweitert.

### Windenergiepark
Zusammen mit den Gemeinden Dierfeld, Hasborn, Ober- und Niederscheidweiler laufen derzeit die Planungen für den Windenergiepark „Sammethöhe“.

## Ehrenbürger
Jakob Konrad SVD (* 3. August 1914; † 4. Dezember 2006), Pater bei den Steyler Missionaren, Ehrenbürger des Ortes seit 1994, Ehrenbürger von Lourdes seit 1994